# Lex Villia annalis
La lex Villia annalis è un plebiscito fatto approvare nel 180 a.C. dal tribuno della plebe Lucio Villio, la cui famiglia acquisì, pertanto, il cognome di Annalis.

## Disposizioni
Questo provvedimento legislativo introdusse un'età minima per l'accesso alle magistrature del cursus honorum e un intervallo obbligatorio di due anni tra l'assunzione di due cariche.
(Tito Livio, Ab Urbe Condita, XI, 44, 1)
Le disposizioni di questa legge stabilivano che non si poteva essere questori, e quindi avere accesso al Senato, prima di aver prestato dieci anni di servizio militare (decem stipendia). Si sa inoltre che ai tempi di Cicerone non si poteva essere edili curuli prima dei 37 anni, pretori prima dei 40 e consoli prima dei 43. Funzione della lex Villia era quella di assicurare l'avvicendamento al potere dei membri della classe dirigente, evitando concentrazioni di potere dannose ed evitando la continua successione delle cariche. Non furono invece modificate le regole che disciplinavano la rielezione alla stessa magistratura, già regolate dalle Leges Genuciae, una serie di plebisciti del 342 a.C.

## Storia
(Marco Tullio Cicerone, Philippicae, V, 47)
Le regole sulle elezioni erano state precedentemente argomento di alcune disposizioni delle leges Genuciae, un plebiscito del 342 a.C., che regolavano la rielezione alla stessa magistratura. Dalla lex Villia annalis fino ai tempi di Cicerone le regole in merito rimasero invariate se non per le riforme di Silla, che generalmente ampliavano la quantità di magistrati necessari nella repubblica.